# Kilbourne (Louisiana)
Kilbourne és una població dels Estats Units a l'estat de Louisiana. Segons el cens del 2000 tenia 436 habitants.

## Demografia
Segons el cens del 2000, Kilbourne tenia 436 habitants, 168 habitatges, i 124 famílies. La densitat de població era de 123,8 habitants/km².
Dels 168 habitatges en un 38,7% hi vivien nens de menys de 18 anys, en un 60,1% hi vivien parelles casades, en un 11,9% dones solteres, i en un 25,6% no eren unitats familiars. En el 21,4% dels habitatges hi vivien persones soles el 13,1% de les quals corresponia a persones de 65 anys o més que vivien soles. El nombre mitjà de persones vivint en cada habitatge era de 2,6 i el nombre mitjà de persones que vivien en cada família era de 3,02.
Per edats la població es repartia de la següent manera: un 31,2% tenia menys de 18 anys, un 6,4% entre 18 i 24, un 25% entre 25 i 44, un 24,8% de 45 a 60 i un 12,6% 65 anys o més.
L'edat mediana era de 37 anys. Per cada 100 dones de 18 o més anys hi havia 84 homes.
La renda mediana per habitatge era de 25.536 $ i la renda mediana per família de 34.250 $. Els homes tenien una renda mediana de 39.250 $ mentre que les dones 23.250 $. La renda per capita de la població era de 13.374 $. Entorn del 16% de les famílies i el 19,9% de la població estaven per davall del llindar de pobresa.

## Poblacions més properes
El següent diagrama mostra les poblacions més properes.